# SNT에너지
SNT에너지(SNT Energy Co., Ltd.)는 발전소, 제철소, 가스 플랜트 등에 사용되는 열 교환기를 생산하는 SNT홀딩스 계열의 기업이다.

## 역사
2008년 2월 (주)S&T홀딩스에서 분할 설립되었다.

## 제품
매출 구성은 열 교환기가 66%, 발전소 복수기(냉각수가 흐르는 튜브로 구성된 열 교환기)가 34% 가량을 차지한다.

## 자회사
- SNT걸프(SNT Gulf Co., Ltd.): 사우디아라비아 현지법인[2]